# 沈震東
沈震東（1993年4月11日—），臺灣政治人物，民主進步黨籍，現任臺南市議會議員。

## 生平
沈震東的父親為臺南市中西區五條港里里長沈廉哲，就讀臺南市中西區成功國民小學、臺南市立民德國民中學、臺南市私立港明高級中學、國立新竹教育大學教育與學習科技學系，在學期間曾擔任學生議會議長。2021年取得國立高雄師範大學成人教育研究所碩士學位。截至2023年，正在就讀國立成功大學博士班。
大學畢業後，曾於母校成功國小及民德國中擔任代課教師。2017年7月，沈震東宣布參選，並勤跑基層走訪選區內全數81個里，有意爭取民進黨的議員提名。其以「年青力量」為選舉口號，並獲許多同事、學生成為其選舉團隊的幫手，團隊成員平均年齡為25歲。
2018年4月，沈震東在民進黨初選中，以排行第二入選議員提名之列。同年年末舉行的市議員選舉中，沈震東獲16,644票當選為臺南市議會議員。其為當屆議員參選人及當選人中最年輕者（年僅25歲）。2022年，沈震東參與民進黨初選競逐連任並當選。

## 政見

### 社區設施
社區設施方面，沈震東認為臺南過去幾乎沒有特色公園。就任議員後，採取「由下而上」的方式，邀請關心鄰里公園樣貌的公園使用者，與區公所共同舉辦「公民論壇」。沈震東指出，這能讓公部門瞭解市民對鄰里公園的期待，亦能促進市民瞭解法規的限制。

### 經濟
經濟方面，沈震東認為臺南市政府太過著重沙崙、善化、南部科學園區等地，亦需關注市區的發展，此外教育、文化等年青人創業範疇也需要市政府的協助。

### 觀光
觀光方面，沈震東指出臺南觀光景點之間距離很遠、認為臺南市政府觀光旅遊局應該規劃至少一到二日的旅遊行程，以及增加T-Bike公共自行車的點位。

## 選舉紀錄
| 年度 | 選舉屆數             | 選舉區           | 所屬政黨   | 得票數 | 得票率 | 當選標記 | 備註 |
| ---- | -------------------- | ---------------- | ---------- | ------ | ------ | -------- | ---- |
| 2018 | 第三屆臺南市議員選舉 | 臺南市第八選舉區 | 民主進步黨 | 16,644 | 15.98% |          |      |
| 2022 | 第四屆臺南市議員選舉 | 臺南市第八選舉區 | 民主進步黨 | 15,474 | 16.85% |          |      |

## 外部連結
- 沈震東議員網站
- 臺南市議會議員資訊網 （页面存档备份，存于）
- 沈震東的Facebook專頁
- 沈震東的Instagram帳戶